# Fuentes Man
Francisco Fuentes Manuel dit Fuentes Man (1929-1994) est un dessinateur de bande dessinée espagnol au trait réaliste.

## Biographie
Francisco Fuentes Manuel prit le pseudonyme de Fuentes Man. Il a travaillé pour de nombreux périodiques espagnols dans les années 1950 et 1960 (notamment sur El Capitán Trueno), puis principalement pour le marché britannique dans les années 1970. Malgré une œuvre abondante, il est relativement oublié.